# 新北市立新店高級中學
新北市立新店高級中學（英語：New Taipei Municipal Hsin Tien Senior High School，縮寫：HTSH），成立於1992年，初代校名為臺灣省立新店高級中學，簡稱新店高中、新高。是臺灣新北市新店區一所市立高級中學。

## 校史
- 1992年正式成立，名為「臺灣省立新店高級中學」林山太先生任首任校長。1995年成立音樂班。[2]
- 2000年省立學校變更隸屬，改名為「國立新店高級中學」。
- 2013年 因應縣市升格，改隸並更名為「新北市立新店高級中學」
- 2014年11月，與日本千葉縣立國分高校簽訂姐妹校，12月與日本滋賀縣立米原高校簽訂姐妹校，2015年5月與馬來西亞吉隆坡循人中學簽訂姐妹校，2016年7月與韓國釜山養雲高校簽訂姐妹校。

### 歷任校長
| 任期 | 姓名       | 任職日期  | 離職日期  | 備註                                  |
| ---- | ---------- | --------- | --------- | ------------------------------------- |
| 1    | 林山太先生 | 1992年8月 | 1994年7月 |                                       |
| 2    | 羅慶男先生 | 1994年8月 | 1998年7月 |                                       |
| 3    | 林朝夫先生 | 1998年8月 | 2001年7月 | 楊仙珠主任代理校長2001年8月-2002年2月 |
| 4    | 葉佳文先生 | 2002年2月 | 2009年1月 | 羅清雲督學代理校長2009年2月-2009年7月 |
| 5    | 郭清榮先生 | 2009年8月 | 2014年7月 | 原三重商工校長                        |
| 6    | 李玲惠女士 | 2014年8月 | 2017年7月 | 龍瑩瑩主任代理校長2017年8月-2018年7月 |
| 7    | 陳瑛姍女士 | 2018年8月 | 2023年7月 | 原三重高中校長                        |

## 學校象徵

### 校訓
新店高中的校訓為「愛與理想」。根據學校網站資料，此校訓為新店高中首任校長林山太先生訂定，希望能夠吸引優秀學生就讀。

## 校隊
- 棒球隊
- 男子籃球隊
- 女子籃球隊
- 男子排球隊
- 女子排球隊

## 姊妹學校
- 日本千葉縣立国分高等学校
- 日本滋贺县立米原高等学校
- 马来西亚吉隆坡循人中學
- 韓國釜山養雲中學

## 外部連結
- 新北市立新店高級中學 （页面存档备份，存于）
- 教育部中等教育司 （页面存档备份，存于）
- 新店高中新課綱專區 （页面存档备份，存于）